# Kompaktparken
Kompaktparken ist ein Pilotprojekt der deutschen Bundesanstalt für Straßenwesen (BASt), mit dessen Hilfe die Stellplatzkapazität für Lkw an Rastanlagen mittels telematischer Steuerung gesteigert werden soll. Der Bund hat vier Millionen Euro in das Pilotprojekt investiert.

## Prinzip

Vergleich Standardparken und Kompaktparken
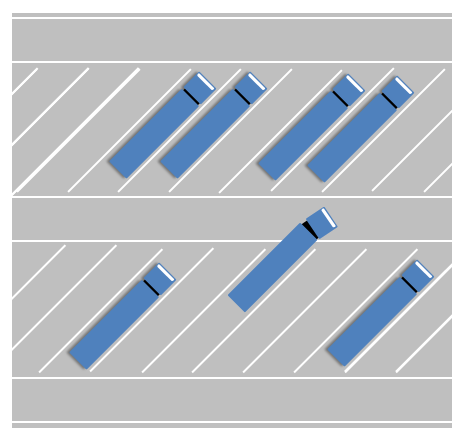
Standardparken mit einem Parkstand pro Fahrzeug und mittig angeordneter Fahrgasse
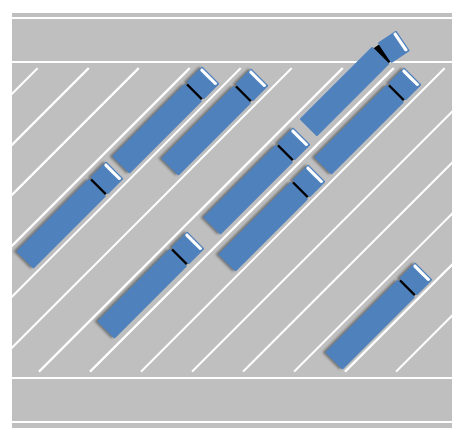
Kompaktparken mit einem (verlängerten) Parkstand für mehrere Fahrzeuge und ohne mittig angeordneter Fahrgasse

Im Unterschied zum Standardparken, bei dem jedes Fahrzeug einen eigenen Parkstand erhält, werden beim Kompaktparken mehrere Fahrzeuge hintereinander abgestellt und bilden so eine Parkstandsreihe. Damit sich die abgestellten Fahrzeuge in einer Parkstandsreihe bei der Weiterfahrt nicht gegenseitig blockieren, werden die Fahrzeuge nach Abfahrtszeit sortiert abgestellt. Das früher abfahrende Fahrzeug steht jeweils vorne. Die Kennzeichnung der Abfahrtszeit in der Parkstandsreihe erfolgt durch dynamische und leicht verständliche Anzeigen über der jeweiligen Parkstandsreihe.
Dabei ist es nicht erforderlich, dass die Lkw-Fahrer ihre tatsächliche Abfahrtszeit dem System bekannt geben. Die Berechnung der Abfahrtszeiten je Parkstandsreihe basiert auf einem neu entwickelten Steuerungsverfahren. Diesem liegen die gesetzlich vorgeschriebenen Lenk- und Ruhezeiten zugrunde. Mit Sensoren errechnet die Steuerung ein nachfrageabhängiges Zeitangebot und verteilt die Abfahrtszeiten mit dem Einsatz von Telematik über alle Parkstandsreihen. Wenn also Abfahrtszeiten besonders stark nachgefragt werden (das bedeutet, die jeweiligen Parkstandsreihen sind belegt), bietet die Steuerung zusätzliche Parkstandsreihen mit dieser Abfahrtszeit an. Abfahrtszeiten, die dagegen nicht nachgefragt werden, können von der Steuerung aufgehoben werden. Für Kurzzeitparker stellt das System eigene Parkstandsreihen zur Verfügung.
Die Lkw-Fahrer tragen bei Benutzung des Systems die Verantwortung für die Auswahl einer geeigneten Parkstandsreihe und müssen sich auch an die ausgewählte Abfahrtszeit halten. Es besteht die Möglichkeit, sich im Internet vorab über freie Kapazitäten zu informieren und sich für einen Parkstand anzumelden. Das System wird in neun Sprachen erklärt. Zusätzlich steht ein Parkwächter vor Ort als Ansprechpartner zur Verfügung. Dieser hält ebenfalls Informationsmaterial in neun Sprachen bereit.

## Inbetriebnahme
Die bundesweit erste Anlage für das Kompaktparken wurde an der Rastanlage Jura West bei Velburg an der A 3 errichtet (Standort) und nach einem Probebetrieb am 19. Februar 2016 offiziell in Betrieb genommen. Zuvor war die Anlage einige Monate lang im Probebetrieb gelaufen. Durch die Umrüstung wurde die Anzahl der Lkw-Stellplätze von 66 auf 105 erhöht. Die Gesamtkosten hierfür betrugen rund zwei Millionen Euro.

Pilotanlage Jura West an der A 3 bei Velburg
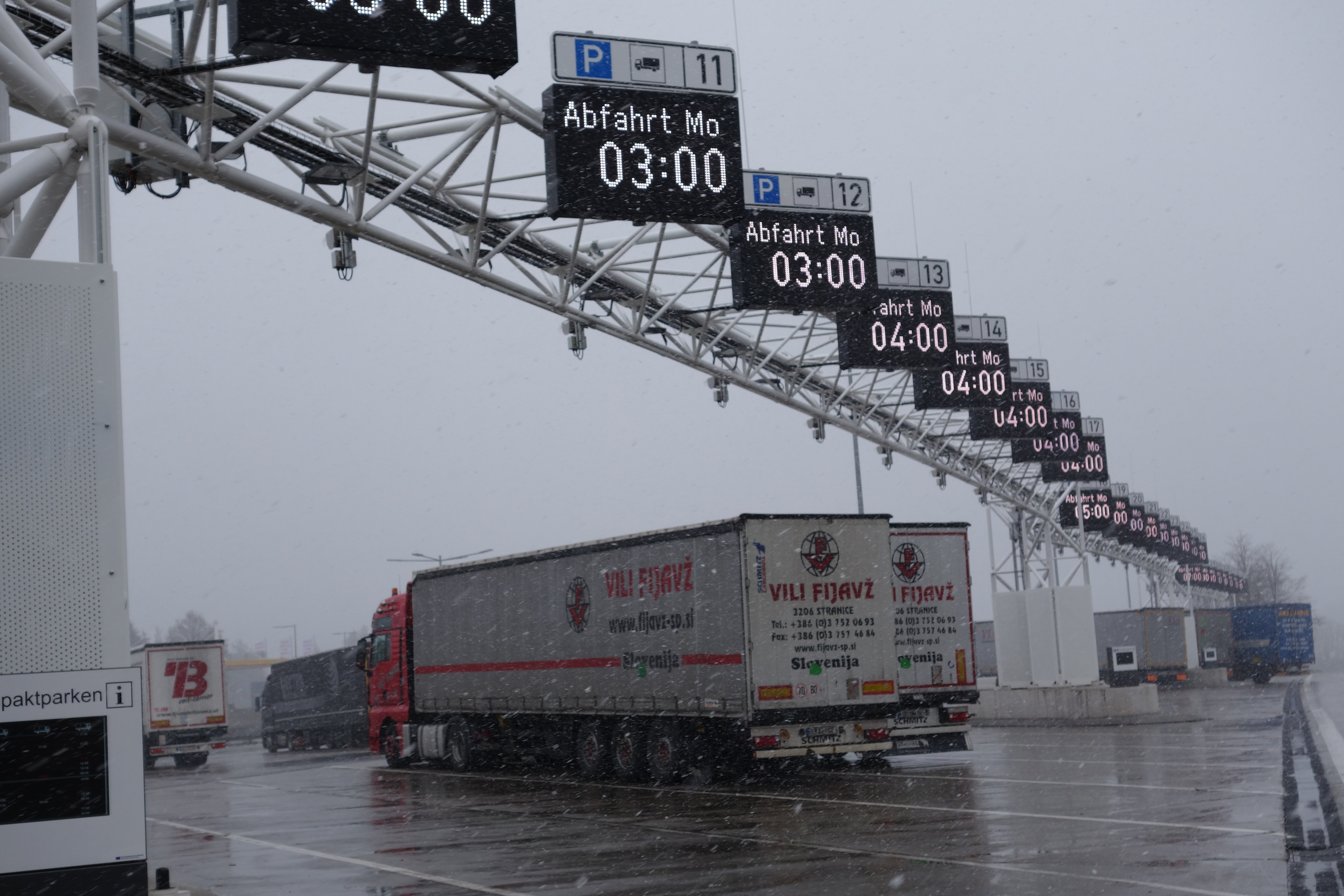
Blick auf die dynamische Abfahrtszeitanzeige
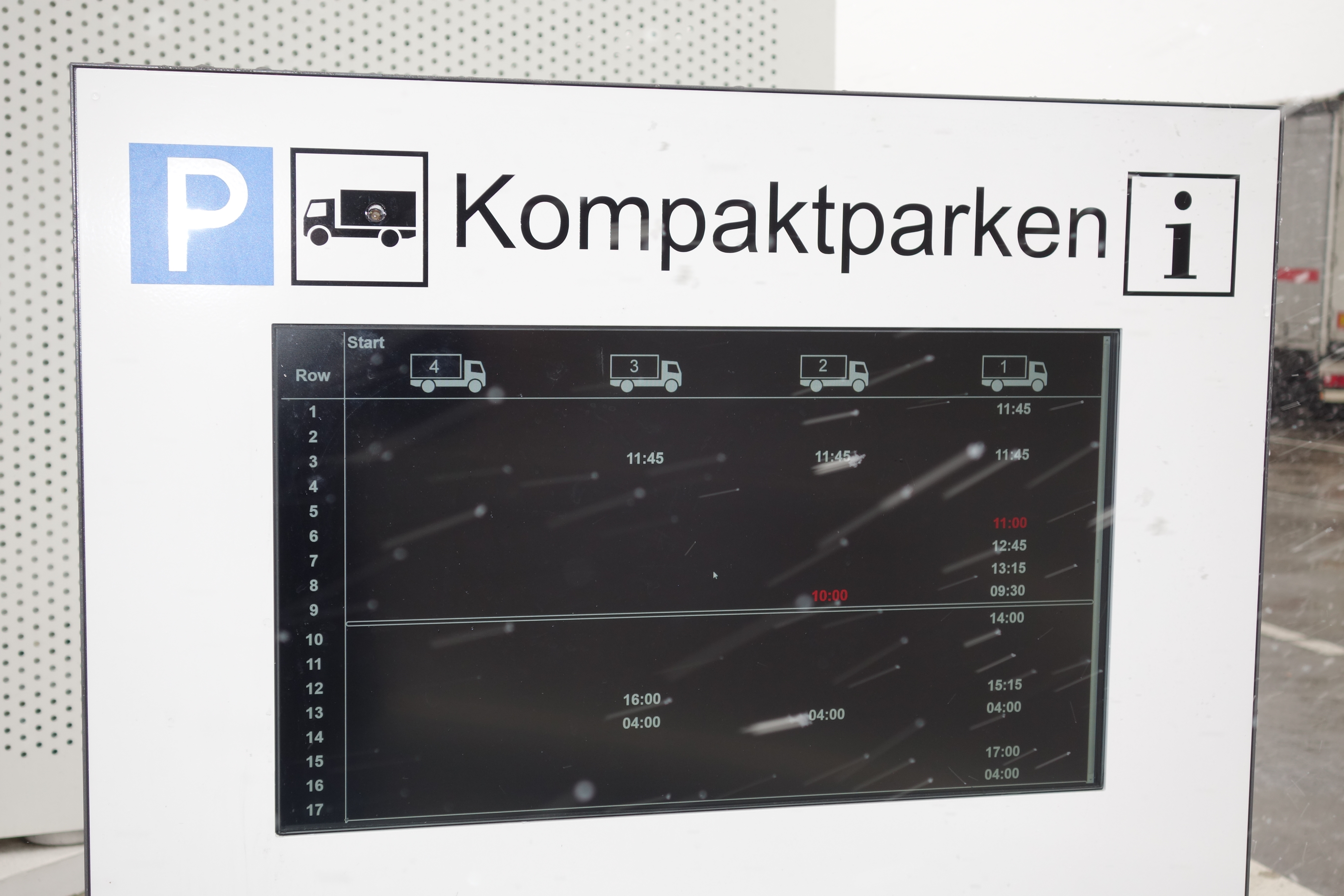
Dynamische Belegungsanzeige